# Gräberfeld auf dem Köpings klint

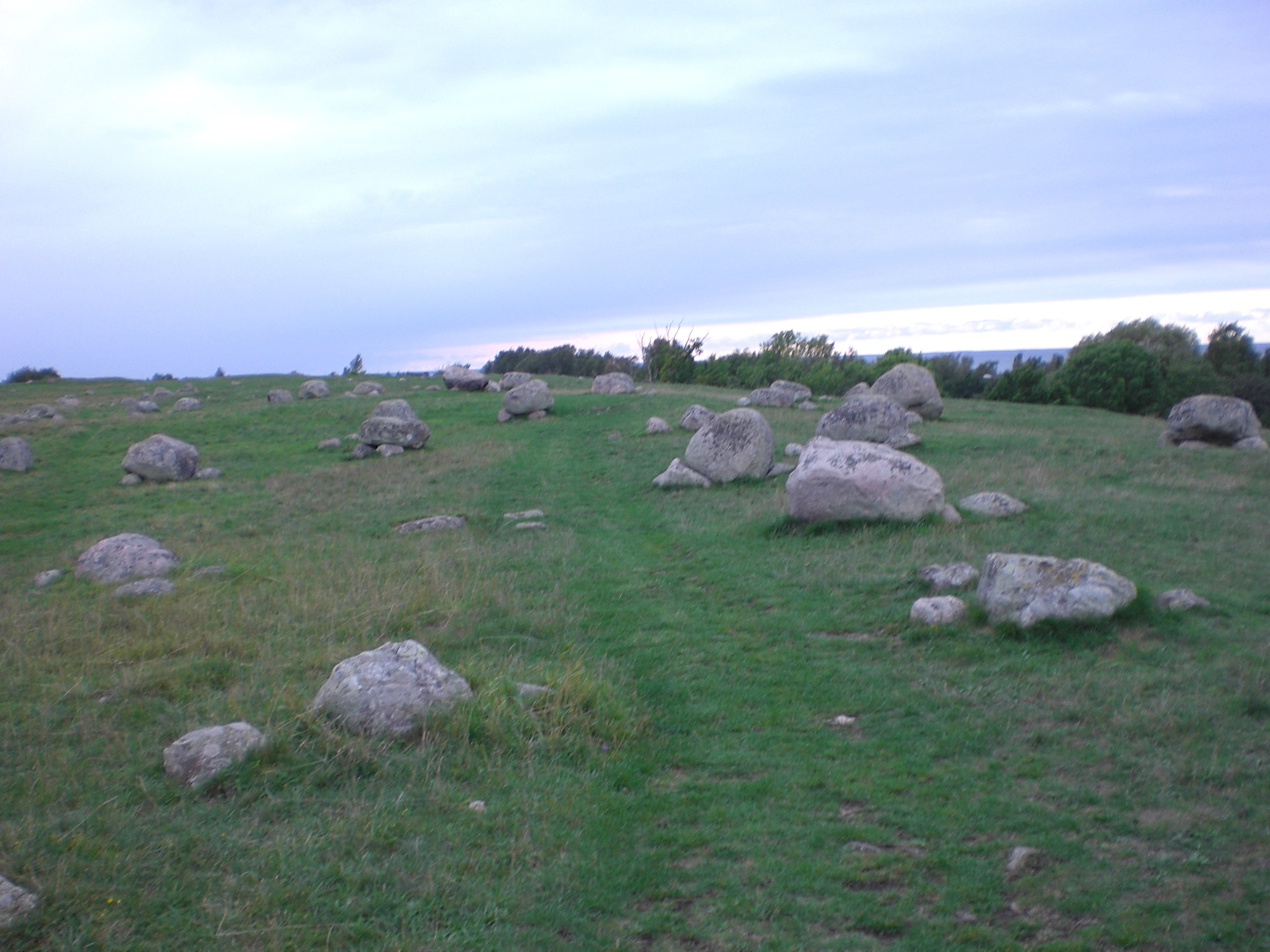
Gräberfeld auf dem Köpings klint

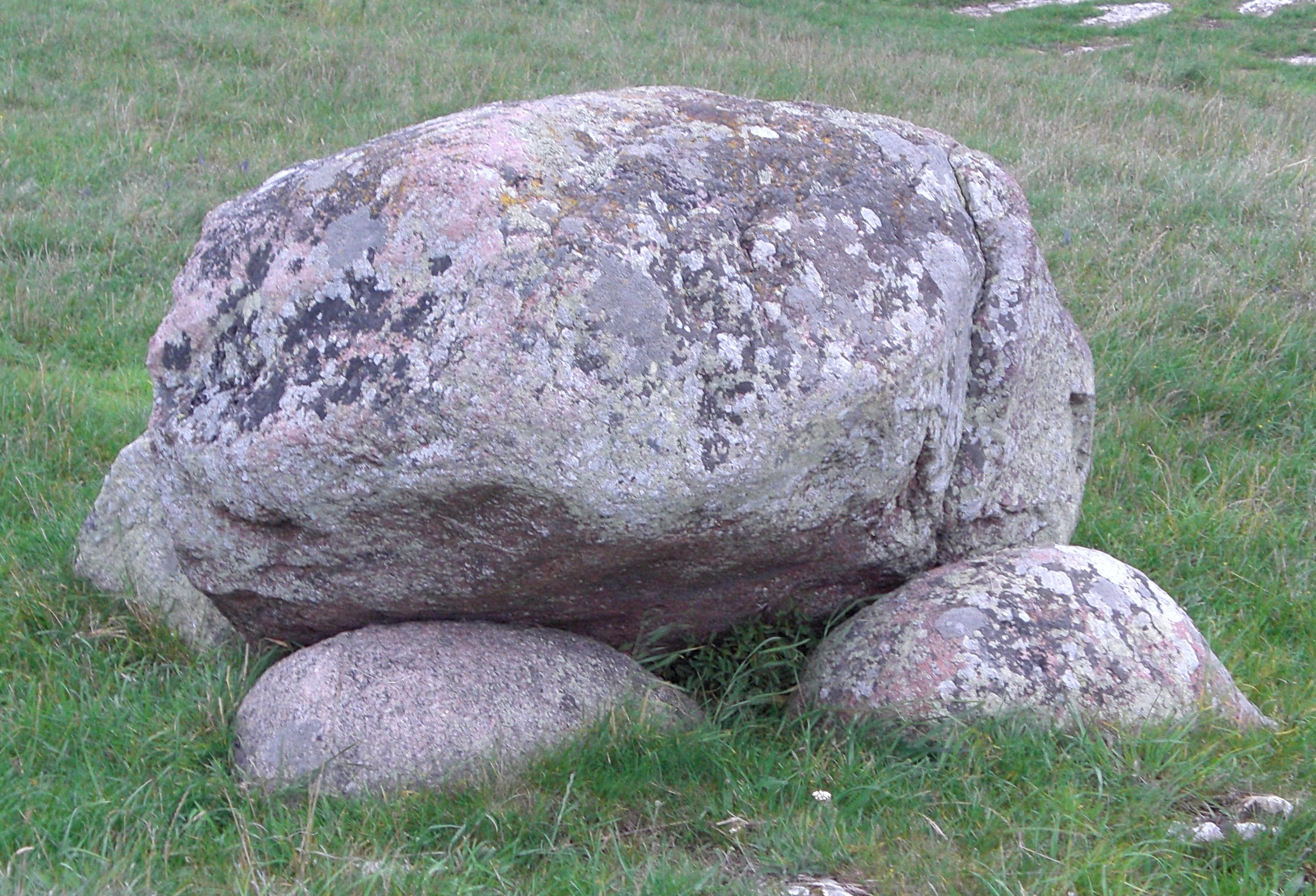
Järnåldersdöse

Das Gräberfeld auf dem Köpings klint liegt auf der schwedischen Ostseeinsel Öland. Das Gräberfeld befinden sich zwischen den Orten Borgholm und Köpingsvik auf dem Köpings klint.
Das Gräberfeld ist in Ost-West-Richtung 210 m lang und variiert in der Breite zwischen 50 und 100 m. Es umfasst 50 Gräber in unterschiedlichen Ausführungen. Im Einzelnen sind dies 26 runde Steinsetzungen, zwei nahezu rechteckige Steinsetzungen, sieben Domarringe, zwölf Järnåldersdösen sowie drei Felsblöcke, die eventuell Teil von zerstörten Domarringen sind.
Im Gräberfeld liegt die Röse Galgerör, in der ein Verstorbener mit Speer, Dolch und Axt begraben war. In späterer Zeit diente die Galgerör als Richtstätte. Die letzte Hinrichtung fand am 21. Oktober 1859 statt, bei der "Frans Joel Lundström" enthauptet wurde.